# Georg von Borries junior

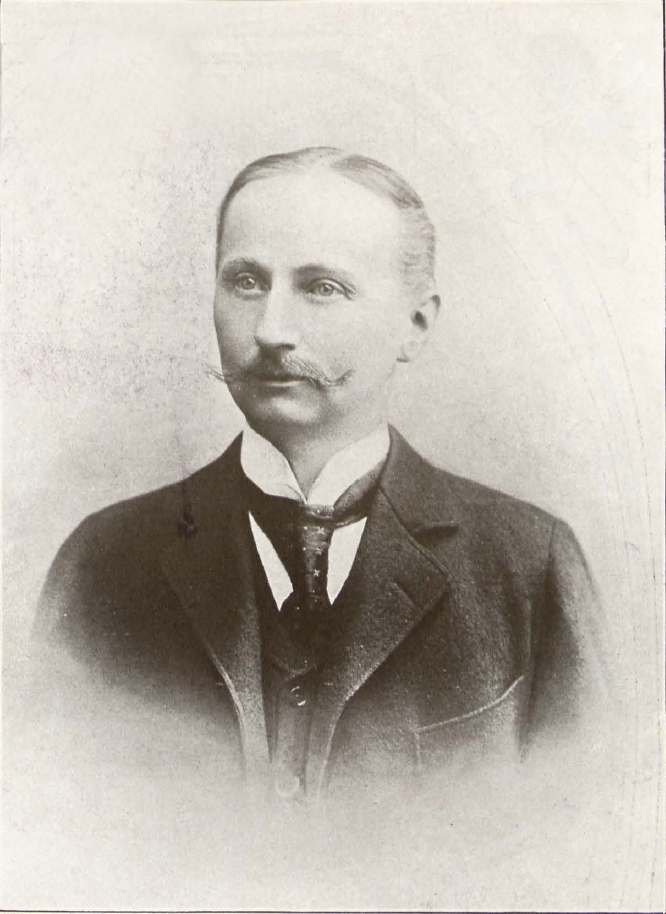
Georg von Borries Jr.

Georg Hermann Julius Bodo Friedrich von Borries junior (né le 9 mars 1857 à Herford et mort le 19 décembre 1922 à Bad Oeynhausen) est un avocat allemand, président de district prussien et propriétaire d'un manoir à Ulenburg (de).
À partir de 1908/09, il est président du district de Magdebourg, puis jusqu'en 1917 du district de Minden dans la province de Westphalie.

## Biographie
Borries est issu de la famille von Borries (de), originaire de Minden et appartenant à la noblesse impériale. Au XIXe et au début du XXe siècle, la famille von Borries fait partie des familles les plus influentes politiquement en Westphalie ; elle produit de nombreux hauts fonctionnaires administratifs et députés prussiens.
Georg von Borries est diplômé du lycée d'Herford en 1875 et fait son service militaire en 1876-1877 en tant que volontaire d'un an avec le 2e régiment d'uhlans de la Garde et plus tard sous-lieutenant dans la réserve de ce régiment.
Il étudie ensuite le droit à l'Université Robert-Charles de Heidelberg et à l'Université Frédéric-Guillaume de Berlin. En 1875, il rejoint le Corps Vandalia Heidelberg (de). En 1878, après avoir réussi le premier examen d'État, il est nommé greffier et obtient son doctorat en novembre 1878 à l'université Georges-Auguste de Göttingen. En 1883, il réussit le deuxième examen d'État et est nommé évaluateur du gouvernement. De 1878 à 1881, il travaille dans divers tribunaux et de 1881 à 1883 au gouvernement du district d'Oppeln. Dans les années 1883 et 1884, il travaille dans divers sénéchaussées et bureaux et en 1885, il devient administrateur de l'arrondissement de Norden. Après la mort de son frère Rudolf von Borries (de), qui a été administrateur de l'arrondissement de Herford, en 1890, le conseil d'arrondissement demande en 1891 sa nomination comme successeur pour ce poste. Le 23 février 1891, Borries est muté à Herford en tant qu'administrateur d'arrondissement, poste qu'il occupe jusqu'en 1902. De 1892 à 1904, il est député du parlement provincial de Westphalie (de) pour la circonscription d'Herford, Herford-Campagne. Le 14 décembre 1902, il est nommé président de la police de Berlin. Il exerce cette fonction du 1er janvier 1903 jusqu'à son transfert en tant que président du district de Magdebourg en 1908. Le 27 octobre 1909, il est muté comme président de district dans le district de Minden, sa région d'origine. Il reste à ce poste jusqu'à sa retraite en 1917.
Georg von Borries est protestant et marié.
Son grand-père Philipp von Borries (de), son père Georg von Borries senior (de), son frère Rudolf von Borries (de) comme prédécesseur et son proche parent Franz von Borries (de) comme successeur sont administrateurs de l'arrondissement de Herford pendant plus de cent ans en succession directe de 1832 à 1933. Un autre Franz von Borries (de) est également un prédécesseur de Georg von Borries en tant que président de district de Minden.

## Récompenses
Georg von Borries est récipiendaire de l'Ordre prussien de l'Aigle rouge de 2e classe avec feuilles de chêne, de l'ordre prussien de la Couronne de 2e classe avec étoile et le prix de service de Landwehr de 2e classe. Il est chevalier de droit de l'ordre de Saint-Jean.